# پولونیوم-۲۱۰
پولونیوم-۲۱۰ (سابقاً با نام رادیوم اف) یکی از ایزوتوپ‌های پولونیوم است. این نوکلید طی واپاشی آلفا به نوکلید ۲۰۶Pb پایدار با نیمه عمر ۱۳۸٫۳۷۶ روز (حدود ۴۱⁄۲ ماه) تبدیل می‌شود. پولونیوم-۲۱۰ طولانی‌ترین نیمه عمر را در بین ایزوتوپ‌های طبیعی پلونیوم دارد. برای اولین بار در سال ۱۸۹۸ شناسایی شد، و منجر به کشف عنصر پولونیوم شد. ۲۱۰Po در زنجیره واپاشی اورانیوم ۲۳۸ و رادیوم ۲۲۶ تولید می‌شود. این ماده یک آلاینده برجسته در محیط زیست است که بیشتر روی غذاهای دریایی و تنباکو تأثیر می‌گذارد. سمیت شدید آن به پرتوزایی شدید آن نسبت داده می‌شود، که می‌تواند به انسان آسیب جدی برساند. پولونیوم در صنعت هسته‌ای نیز کاربردهای فراوانی ندارد.
در سال ۱۹۴۳، به عنوان بخشی از پروژه دیتون، به عنوان آغازگر احتمالی نوترون در سلاح‌های هسته‌ای مورد مطالعه قرار گرفت. در دهه‌های بعدی، نگرانی در مورد ایمنی کارگرانی که با ۲۱۰Po کار می‌کردند منجر به مطالعات گسترده‌ای در مورد اثرات بهداشتی آن شد.
در دهه ۱۹۵۰ دانشمندان کمیسیون انرژی اتمی ایالات متحده در آزمایشگاه‌های Mound، اوهایو امکان استفاده از ۲۱۰Po در مولدهای گرما-الکتریکی ایزوتوپی (RTG) را به عنوان منبع گرما برای تأمین انرژی ماهواره‌ها بررسی کردند. یک باتری اتمی ۲٫۵ واتی با استفاده از ۲۱۰Po در سال ۱۹۵۸ تولید شد. با این حال، ایزوتوپ پلوتونیم-۲۳۸ به جای آن انتخاب شد، زیرا نیمه عمر آن ۸۷٫۷ سال است.
پولونیوم-۲۱۰ برای کشتن مخالف روسی و افسر سابق FSB آلکساندر لیتوینینکو در سال ۲۰۰۶ مورد استفاده قرار گرفت و به عنوان علت احتمالی مرگ یاسر عرفات، پس از نبش قبر و تجزیه و تحلیل جسد وی در سال ۲۰۱۲ تا ۲۰۱۳ مطرح شد.

## تولید
اگرچه ۲۱۰Po در طبیعت به مقدار کمی مشاهده می‌شود، اما به اندازه ای کافی (ppb ۰٫۱) که بتوان از سنگ معدن اورانیوم استخراج کرد نیست. در عوض، عمده ۲۱۰Po از طریق بمباران نوترونی ۲۰۹Bi در یک راکتور هسته‌ای به صورت مصنوعی تولید می‌شود. این فرایند ابتدا ۲۰۹Bi را به ۲۱۰Bi تبدیل می‌کند و سپس که طی واپاشی بتا با نیمه عمر پنج روزه به ۲۱۰Po تبدیل می‌شود. از این روش، تقریباً ۸ گرم (۰٫۲۸ اونس) ۲۱۰Po در روسیه تولید می‌شود و هر ماه برای برنامه‌های تجاری به ایالات متحده حمل می‌شود.

## کاربردها
یک گرم پولونیوم-۲۱۰، ۱۴۰ وات توان تولید می‌کند. از آنجا که از آن ذرات آلفای زیادی ساطع می‌شود، ذرات آلفا در فاصله بسیار کمی متوقف شده و انرژی خود را آزاد می‌کنند. ۲۱۰Po به عنوان یک منبع گرمایی سبک برای تأمین انرژی سلول‌های ترموالکتریک در ماهواره‌ها استفاده شده‌است. به عنوان مثال، یک منبع حرارتی ۲۱۰Po بر روی ر هر یک از مریخ نوردهای Lunokhod مستقر در سطح ماه وجود داشت تا اجزای داخلی آنها را در شب‌های ماه گرم نگه دارد. برخی از برس‌های ضداستاتیک که برای خنثی سازی الکتریسیته ساکن روی موادی مانند فیلم عکاسی استفاده می‌شوند، حاوی چند میکروکوری ۲۱۰Po به عنوان منبع ذرات باردار هستند. همچنین ۲۱۰Po در آغازگر بمب‌های اتمی از طریق واکنش (α،n) با بریلیم استفاده می‌شود.

## خطرات
۲۱۰Po بسیار سمی است. این ایزوتوپ و سایر ایزوتوپ‌های پلونیوم از رادیوتوکسیک‌ترین مواد برای انسان هستند. یک میکروگرم آن برای کشتن یک فرد بالغ بیش از حد کافی است. این ایزوتوپ ۲۵۰٬۰۰۰ بار از هیدروژن سیانید سمی‌تر است. همچنین تصور می‌شود که یک گرم ۲۱۰Po برای کشتن ۵۰ میلیون نفر و بیمار شدن ۵۰ میلیون نفر دیگر کافی است. این سمت وحشتناک نتیجه تابش آلفای یونیزه کننده آن است، زیرا ذرات آلفا به بافت اندام‌های داخل بدن آسیب می‌رسانند. با این حال، ۲۱۰Po خطری در خارج از بدن ایجاد نمی‌کند، زیرا ذرات آلفا نمی‌توانند به پوست انسان نفوذ کنند.
سمیت ۲۱۰Po کاملاً از پرتوزایی آن ناشی می‌شود. این ماده به خودی خود از نظر شیمیایی سمی نیست، اما محلول بودن آن در محلول آبی و همچنین نمک‌های آن خطراتی را ایجاد می‌کند، زیرا انتشار آن در سراسر بدن در محلول تسهیل می‌شود. جذب ۲۱۰Po در وهله اول از طریق هوا، غذا یا آب آلوده و همچنین از طریق زخم‌های باز رخ می‌دهد. ۲۱۰Po وقتی وارد بدن می‌شود، در بافت‌های نرم (به خصوص در Reticuloendothelial system) و جریان خون متمرکز می‌شود. نیمه عمر زیستی آن تقریباً ۵۰ روز است.
در محیط زیست، ۲۱۰Po می‌تواند در غذاهای دریایی تجمع یابد. این ماده در موجودات مختلف دریای بالتیک شناسایی شده‌است، جایی که می‌تواند در زنجیره غذایی گسترش یابد و در نتیجه موجب آلودگی شود. ۲۱۰Po همچنین به عنوان آلوده‌کننده پوشش گیاهی شناخته می‌شود، که در اصل از پوسیدگی رادون-۲۲۲ جو و جذب از خاک ناشی می‌شود.
به‌طور خاص، ۲۱۰Po به برگ توتون متصل شده و در آن متمرکز می‌شود. افزایش غلظت ۲۱۰Po در توتون و تنباکو از اوایل سال ۱۹۶۴ اثبات شد، بنابراین افراد سیگاری در معرض دوزهای قابل توجهی از اشعه ناشی از ۲۱۰Po و نوکلید والد آن ۲۱۰Pb قرار دارند. افراد شدیداً سیگاری ممکن است در معرض همان میزان اشعه‌ای قرار بگیرند که افراد لهستانی سفر کرده از اوکراین که در معرض عواقب چرنوبیل قرار گرفته بودند، دریافت کردند. در نتیجه، ۲۱۰Po هنگام استنشاق از دود سیگار بسیار خطرناک است، و شواهد دیگری در مورد ارتباط بین سیگار کشیدن و سرطان ریه ارائه می‌دهد.